# Liriomyza nares
Liriomyza nares este o specie de muște din genul Liriomyza, familia Agromyzidae, descrisă de Stéphanie Boucher și Wheeler în anul 2001.
Este endemică în Yukon. Conform Catalogue of Life specia Liriomyza nares nu are subspecii cunoscute.